# Рза, Расул
Расу́л Рза (азерб. Rəsul Rza; настоящее имя Расул Ибрагим оглы Рзаев, азерб. Rəsul İbrahim oğlu Rzayev; 6 [19] мая 1910 — 1 апреля 1981) — азербайджанский советский поэт, заслуженный деятель искусств Азербайджанской ССР (1944), народный поэт Азербайджанской ССР (1960); лауреат Сталинской премии третьей степени (1951), Герой Социалистического Труда (1980). Являлся министром кинематографии Азербайджанской ССР (1946—1950), был депутатом ВС Азербайджанской ССР 1-го и 3—7-го созывов.

## Биография
Родился 19 мая 1910 года в Геокчае в семье служащего. Однако эта дата рождения неточная. Год и день рождения поэта были записаны на одной из страниц Корана, который впоследствии бесследно исчез. Его отец — Мирза Ибрагим происходил из селения Чийни, расположенного в нескольких километрах от Геокчая, (ныне территория Уджарского района) работал сельским писарем и переводчиком в местной канцелярии. Он скончался, когда сыну было пять лет. Заботу о семье взял на себя родной брат матери — Мамед Гусейн Рзаев, фамилию которого впоследствии перенял Расул Рза. Дядя был любознательным человеком, увлекался поэзией и даже сам писал стихи. После революции он работал военкомом, секретарём райкома. Позднее Расул Рза отмечал, что «свою неосуществлённую мечту стать поэтом дядя завещал мне».
Расул Рза получил среднее образование в районной школе. Окончил ВГИК. Член ВКП(б) с 1939 года.
В 1937—1938 годах Р. Рза работал начальником сценарного отдела, а в 1942—1944 годах — директором Бакинской киностудии. В 1944—1946 годах был начальником управления по делам искусств Азербайджанской ССР. В 1946—1950 годах был министром кинематографии Азербайджанской ССР.
Депутат ВС Азербайджанской ССР 1-го 3—7 созывов. Был главным редактором Азербайджанской советской энциклопедии (с 1965 года), возглавлял ряд творческих и общественных организаций. Председатель правления СП Азербайджанской ССР (1938—1939).
Умер 1 апреля 1981 года. Похоронен в Баку на Аллее почётного захоронения.

## Личная жизнь
В 1931 году Расул Рза познакомился с поэтессой Нигяр Рафибейли, дочерью бывшего министра народного здравия и призрения АДР и Ганджинского губернатора Худадат-бека Рафибекова. В середине 1930-х гг. она подвергалась резкой критике. Подпись Расула Рза стояла под одной из таких разносных статей, о чём впоследствии он сожалел. Тем не менее, в тот период, отношения между ними существенно меняются. В своей автобиографии Расул Рза писал:

Как ни странно, эти события сблизили нас, выяснилось, что у нас с Нигяр одинаковые взгляды на многие проблемы литературы и жизни… В первое время при встречах мы говорили с ней о чём угодно, только не о любви. Спорили часами, забывая подчас об отдыхе, о еде. Впрочем, о любви тоже говорили, но эта любовь касалась больше произведений литературы, живописи, музыки. Не раз наши споры принимали «беспощадный» характер; не раз мы ссорились и расходились, казалось, окончательно, потом, конечно, мирились. Говорят, человеческие отношения похожи на нитку: она рвётся, и завязываются новые узлы, и от этого люди становятся ближе друг к другу.

11 февраля 1937 года они поженились. Их сын — Анар, 1938 года рождения, известный писатель, драматург, сценарист и режиссёр кино, председатель правления СП Азербайджанской ССР.

## Творчество
Расул Рза начал публиковаться с 1927 года. Первые стихотворения поэта печатались в газетах и журналах («Гяндж Ишчи», «Худжум», «Революция и культура» и др.) Стихи Расул Рза выпущены отдельными изданиями: «Чапей» (1932), «Си Ау» о национально-освободительном движении в Китае; «Письмо пионера» (1934), «Суровые дни», «Родина», «Месть! Месть!», «Верность». «Крылья» (1935); сборник стихов вышел в переводе на русский язык в издании Гослитиздата.
В конце 1920—1930-х писал об интернациональной борьбе против фашизма и колониализма, многообразной творческой жизни родного народа, о расцвете национальной культуры, о братской дружбе советских людей разной национальности. В начале 30-х годов XX века написал антифашистские и революционные стихотворения «Женщины», «Чинар», «Германия» (1934), «Мадрид», «Ингалесио», «Кармен», «Матери Назыма Хикмета», «Си-Ау», «Чапей», «Зарево освобождения», получившие широкое признание читателей. На Великую Отечественную войну годов откликнулся сборниками стихов и рассказов: «Бессмертные герои» (1943), «Ярость и любовь» (1942), «Бахтияр» (1942). Братьям из Южного Азербайджана он посвятил поэму «Новолуние» и ряд стихотворений. С 50-х годов в творческой палитре Расула Рза возобладали философские мотивы. В 1961 году Расул Рза посвятил поэму Н. Нариманову «Народный доктор». В 70-х годах написал поэмы «Вчера, сегодня и завтра», «1418», «Навстречу ветру». Расул Рза-автор рассказов и стихотворений для детей, создатель ряда научных и публицистических статей и очерков. Написал поэмы «Ленин» (1950), «Лейли и Меджнун» (1973); сборники стихов «Долгое эхо» (1970), «Против ветра» (1978); пьесы «Вэфа» (1943), «Братья» (1956), «Закон» (1963).
Перевел на азербайджанский язык произведения Низами («Хосров и Ширин»), Эсхила («Прометей прикованный»), Г. Лонгфелло, Дж. Байрона, Лопе де Вега, И. В. Гёте, Ш. Петёфи, П. Элюара, Г. Гейне, Т. Г. Шевченко («Гайдамаки» и др.), А. С. Пушкина («Полтава», «Граф Нулин» и др.), М. Ю. Лермонтова («Демон» и др.), Н. А. Некрасова («Кому на Руси жить хорошо»), Янки Купалы («А кто там идёт»), А. А. Блока, В. В. Маяковского («Владимир Ильич Ленин», «Хорошо», «Облако в штанах» и др.), А. А. Фадеева и многих других поэтов. Произведения Расула Рза переведены на многие иностранные языки.

## Издания на русском языке
- Избранные произведения в двух томах. — М., 1982.
- Избранное. — М., 1975.

## Награды, премии, почётные звания
- Сталинская премия третьей степени (1951) — за поэму «Ленин» (1950)
- Герой Социалистического Труда (1980)
- три ордена Ленина (1946, 1970, 1980)[8]
- орден «Знак Почёта» (17.04.1938) — за выдающиеся заслуги в деле развития азербайджанского оперного искусства, азербайджанской музыки, песни и танцев[9]
- Заслуженный деятель искусств Азербайджанской ССР (1943)
- Народный поэт Азербайджанской ССР (1960)

## Память
- Именем Расула Рза названа одна из улиц Баку.

- Мемориальная доска на стене дома в Баку, в котором жили и работали Расул Рза и Нигяр Рафибейли